# Relíquia Macabra
The Maltese Falcon (bra/prt: Relíquia Macabra) é um filme estadunidense de 1941, produzido pela Warner Bros., baseado no romance homônimo de Dashiell Hammett. Foi lançado em DVD em Portugal como O Falcão de Malta, e no Brasil como O Falcão Maltês. [carece de fontes?].
Escrito e dirigido John Huston, o filme conta com Humphrey Bogart como o detetive particular Sam Spade, Mary Astor como sua cliente femme fatale, Sydney Greenstreet, em sua estreia, e Peter Lorre. O filme, que foi a estreia na direção de Huston, e foi indicado para três Oscars, conta a história de um detetive particular de San Francisco e suas ligações com três aventureiros inescrupulosos, que competem para obter uma estatueta de um falcão incrustada de joias.
The Maltese Falcon foi chamado de "um dos maiores filmes de todos os tempos" por Roger Ebert, e pela revista Entertainment Weekly, e foi citado pela Panorama du Film Noir Américain como o primeiro grande filme noir.
Estreou em 3 de outubro de 1941, em Nova York, e em 1989 foi escolhido para ser incluído no Registro Nacional de Filmes da Biblioteca do Congresso dos Estados Unidos.

## Sinopse
O filme se passa em São Francisco (Califórnia). Sam Spade é um detetive particular que é procurado por uma mulher misteriosa, que o contrata para achar sua irmã. O caso que parecia simples começa a tornar-se maior com o surgimento de personagens e acontecimentos estranhos. Seu sócio Miles Archer é baleado e morto. Todos em busca de uma estátueta de falcão. 

## Elenco
| Ator               | Personagen            | Característica      | Imagem |
| Humphrey Bogart    | Sam Spade             | Detetive particular |        |
| Mary Astor         | Brigid O'Shaughnessy  | Cliente             |        |
| Sydney Greenstreet | Kasper Gutman         | Bandido gordo       |        |
| Peter Lorre        | Joel Cairo            | Bandido             |        |
| Barton MacLane     | Tenente Dundy         | policial            |        |
| Ward Bond          | Det. Sgt. Tom Polhaus | policial            |        |
| Lee Patrick        | Effie Perrine         | Secretária de Spade |        |
| Jerome Cowan       | Miles Archer          | Sócio de Spade      |        |
| Gladys George      | Iva Archer            | Esposa de Archer    |        |
| Elisha Cook Jr.    | Wilmer Cook           | Capanga de Grutt    |        |
| Walter Huston      | Capitão Jacobi        | Capitão do navio    |        |

- Lee Patrick .... Effie Perine
- James Burke .... Luke
- Murray Alper .... Frank Richman
- John Hamilton .... advogado Bryan

## Principais prêmios e indicações
Oscar (EUA)
- Indicado nas categorias de melhor filme, melhor ator coadjuvante (Sydney Greenstreet) e melhor roteiro adaptado.